# Klubi Futbollistik Drenica Skënderaj
El KF Drenica es un club de fútbol kosovar de la ciudad de Skënderaj, Drenica. Fue fundado en 1958 y actualmente juega en la Superliga de Kosovo.